# Pale Moon
Pale Moon ist ein freier plattformübergreifender Webbrowser mit Schwerpunkt auf Datensicherheit und Anpassbarkeit der Oberfläche.
Die Software läuft unter FreeBSD, MacOS, Linux und Windows, es gibt auch Varianten bzw. Forks für ältere Betriebssysteme und Hardware.

## Beschreibung
Pale Moon ist eine Abspaltung von Mozilla Firefox und wird unabhängig weiterentwickelt. Auch die Browser-Engine Gecko wurde abgespalten und wird Goanna genannt.
Goanna kommt auch in den Webbrowsern Basilisk, K-Meleon und MyPal zum Einsatz.
Die jeweils aktuelle Version gab es auch in einer Fassung, die nur SSE anstelle von SSE2 benötigt und damit im Gegensatz zu Firefox die Ausführung auf alter Hardware unter z. B. AMD Athlon XP, Pentium III und anderen Prozessoren ohne SSE2-Unterstützung gestattete. Diese wurde seit 2018 nicht mehr aktualisiert, später eingestellt und im Browser New Moon fortgeführt.

## Eigenschaften
Einige Funktionen wurden aus dem Firefox-Code entfernt, betreffend die Kindersicherung, WebRTC, PDF-Leser, die Telemetrie und den Absturzmelder.
Die Entwickler verwarfen die in der Version 29.0 eingeführte graphische Oberfläche Australis und behielten die zentrale Codebasis von Firefox und das XUL-System bei, damit funktioniert ein eigenes Ökosystem weiterentwickelter klassischer Erweiterungen und es funktionieren die klassischen Add-Ons aka NPAPI-Plug-ins wie Silverlight, Adobe Flash und Java, die Firefox ab Version 57 nicht mehr unterstützt.
Pale Moon beherrscht auch dynamische Lesezeichen die als RSS (Web-Feed) abonniert werden können.
Ab der Version 28.3 unterstützt Pale Moon das Abspielen von Videos im AV1-Format.